# Imelda (geslacht)
Imelda is een geslacht van vlinders uit de familie van de prachtvlinders (Riodinidae), onderfamilie Riodininae.
Imelda werd in 1870 voor het eerst wetenschappelijk beschreven door Hewitson.

## Soorten
Imelda omvat de volgende soorten:
- Imelda aenetus (Hewitson, 1874)
- Imelda mycea (Hewitson, 1865)